# Zaza Tkeszelaszwili
Zaza Tkeszelaszwili (gruz. ზაზა ტყეშელაშვილი; ur. 19 marca 1965) – gruziński zapaśnik walczący w stylu wolnym. Olimpijczyk z Atlanty 1996, gdzie zajął trzynaste miejsce w kategorii 100 kg.

## Lista zawodowych walk w MMA[2]
| Wynik | Bilans | Przeciwnik (bilans przed walką) | Rozstrzygnięcie | Runda | Czas | Rozgrywki | Data | Miejsce | Uwagi |
| ----- | ------ | ------------------------------- | --------------- | ----- | ---- | --------- | ---- | ------- | ----- |